# شتاب‌دهنده استارت‌آپ

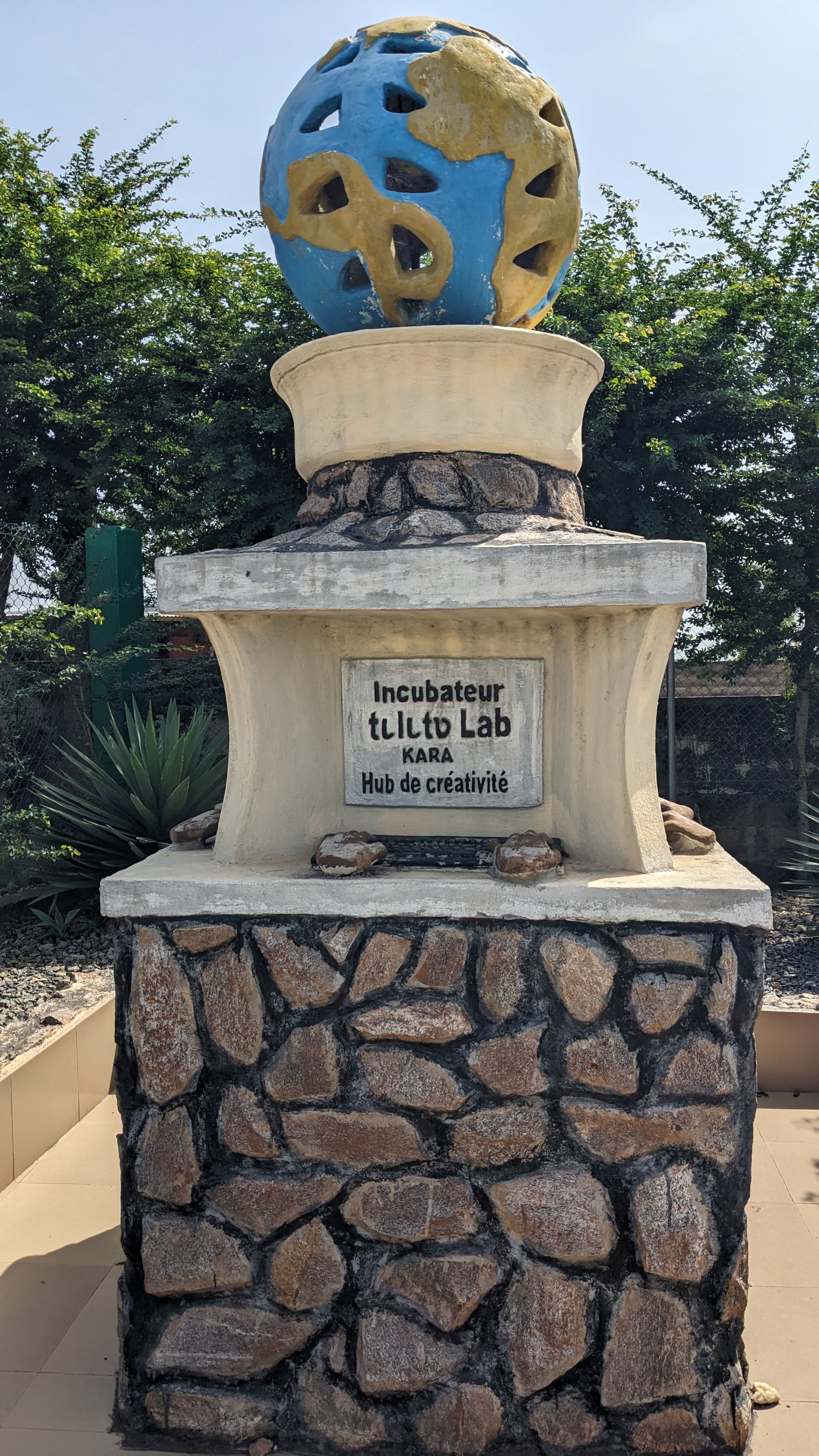
آزمایشگاه تیلیتو

شتاب‌دهنده استارتاپ (انگلیسی: Seed accelerator یا Startup accelerator) یا به اختصار شتاب‌دهنده، از ابتدای کار یک استارتاپ یا مراحل پیشرفته‌تر مانند کمینه محصول پذیرفتنی کمینه محصول پذیرفتنی (MVP) که حداقل محصول قابل ارائه می‌باشد یا حتی نسخه دموی محصول، آن را تحت پوشش خود درمی‌آورند و برای این کار از میان شرکت‌کنندگان، پس از مدتی کوتاه مورد ایده‌ای برگزیده و به عنوان استارتاپ انتخاب می‌کند.
شتاب‌دهنده‌ها با ارائه خدمات مربی گری (Mentorship)، فضای کار اشتراکی، اصلاح طرح کسب و کار و گاه تأمین سرمایه اولیه برای یک شرکت نوپا، درصدی از مالکیت آن را در اختیار گرفته (معمولا بین ۵ الی ۴۵ درصد) و در مقابل به گردانندگان پروژه آموزش‌های لازم و خدماتی در مسیر ارزش آفرینی سریعتر و برای کسب موفقیت بهتر را خواهند داد.
شتاب‌دهنده یک سازمان منسجم و مشخص است که در آن افراد و تیم‌های دارای طرح نوآورانه و فناورانه را انتخاب کرده و در یک دوره چند ماهه به آنها خدماتی از قبیل فضای کاری تجهیز شده، آموزش، مشاوره، مربی‌گری، سرمایه اولیه و ارتباط با شبکه سرمایه‌گذاران ارائه می‌شود. هر تیمی که موفق به اتمام دوره شتابدهی شود، تبدیل به شرکتی نوپا می‌شود که شتابدهنده به ازای خدمات ارائه شده، درصدی از سهام آن شرکت نوپا را از آن خود می‌کند. بر این اساس شتابدهنده‌ها حلقه واسط بین کسب‌وکارهای نوپا و سرمایه‌گذاران جسور هستند.
وای کامبینیتر اولین شرکت شتاب‌دهنده بود که در سال ۲۰۰۵ میلادی فعالیت خود را در بریتانیا آغاز نمود و بعدها توسط پل گراهام به دره سیلیکون منتقل شد.
شکل‌گیری شتاب‌دهنده‌ها در ایران مربوط به سال ۹۳ است. در این سال پارک فناوری پردیس نسبت به تدوین مدلی برای توسعه فضای استارت‌آپی کشور و ورود هرچه بیشتر دانشجویان و فارغ‌التحصیلان دانشگاهی به کسب‌وکارهای جدید نوآورانه تهیه نمود.
در این طرح یک مدل برای ترویج فرهنگ کارآفرینی با عنوان "برنامه ۱۰۰ × ۱۰۰" طراحی شد که بر این اساس از برگزاری ۱۰۰ رویداد کارآفرینی در همه شهرهای بزرگ کشور حمایت می‌شد.
اولین شتاب‌دهنده رسمی کشور با عنوان «آوای تک پردیس» در پارک فناوری پردیس ثبت و فعال شد و این پارک فضای کاری این شتاب‌دهنده را در دانشکده فنی دانشگاه تهران فراهم کرد. بعد از آن «شتابدهنده دیموند» در دانشگاه صنعتی شریف مستقر شد.همچنین در دانشگاه صنعتی اصفهان، شتابدهنده دلتاوی به عنوان کارگزار فولاد مبارکه در مرکز نوآوری فولاد مبارکه دانشگاه صنعتی اصفهان مستقر میباشد. 
در حال حاضر در حوزه‌هایی چون "فناوری اطلاعات"، "بازی"، "تولید محتوا"، "فناوری‌های مالی"، "داروهای گیاهی"، "فناوری‌های همگرا و "فناوری‌های اجتماعی" شتاب‌دهنده راه‌اندازی شده‌است و تاکنون ۲۸ شتاب‌دهنده تأییدیه لازم را از مرکز شتابدهی نوآوری دریافت کرده‌اند و بیش از ۴۰ متقاضی جدید هم در حال بررسی است. مرکز شتابدهی نوآوری به دنبال تغییر پارادایم اشتغال از کارمندی به کارآفرینی مبتنی بر نوآوری است و این امر از طریق دو برنامه اصلی "ترویج فرهنگ کارآفرینی"، از طریق ترویج و حمایت از برگزاری رویدادهای کارآفرینی و "کمک به ایجاد استارت‌آپ‌های پایدار" از طریق کمک به ایجاد و توسعه فضاهای کاری اشتراکی و شتاب‌دهنده‌ها دنبال می‌شود.